# 守川周重
守川 周重（もりかわ ちかしげ、生没年不詳）とは、明治時代の浮世絵師。

## 来歴
豊原国周の門人。本姓は守川、名は音次郎。歌川の画姓も称す。喜蝶斎、喜蝶楼、一梅斎、一梅楼と号す。作画期は明治2年（1869年）から明治15年（1882年）頃にかけてで、3枚続の役者絵、芝居絵、『絵入新聞』の挿絵や小説挿絵、表紙絵などを描いた。明治10年から翌年のころ南本所石原町十八に住み、後に日本橋浜町一丁目三に住む。

## 作品
- 『高橋阿伝夜叉譚』　※仮名垣魯文作、明治12年刊行。上中下巻の外装及び挿絵を手掛ける。「守川周重」の落款
- 『俳優三十六句撰』　※久保田彦作編、明治14年刊行。表紙、挿絵を描く。
- 「豊国実入獅子舞」　大判錦絵2枚続　※明治2年
- 「東京築地ホテル館上総海上遠景図」　大判錦絵　※明治3年
- 「国姓爺一世一代新作狂言」　大判錦絵　※明治5年、東京村山座『国姓爺姿写真鏡』より
- 「一谷嫩軍記」　大判錦絵3枚続　都立図書館所蔵　※明治7年
- 「鹿児島紀聞」 大判錦絵3枚続　※明治10年、「歌川周重」落款
- 「亀井戸梅屋敷御遊覧の図」　大判錦絵3枚続　※明治11年
- 「東京家宝力競」　大判錦絵3枚続　※明治12年
- 「品定開化花」 大判錦絵3枚続　※明治12年
- 「小児薬王キンドル散広告」　大判錦絵3枚続　早稲田大学図書館所蔵　※明治13年
- 「藤御園牡丹花盛」　大判錦絵3枚続　※明治13年
- 「上野公園地第二内国勧業博覧会一覧図」　大判錦絵3枚続　早稲田大学図書館所蔵　※明治14年
- 「見立大将揃　佐久間玄蕃允盛政・市川左団次」　大判錦絵　都立図書館所蔵　※明治15年